# Christo Dimitrow
Christo Dimitrow (bg. Христо Димитров; ur. 16 listopada 1968) – bułgarski zapaśnik walczący w stylu klasycznym. Olimpijczyk z Atlanty 1996, gdzie zajął piętnaste miejsce w kategorii 90 kg.
- Turniej w Atlancie 1996

Pokonał Kubańczyka Reynaldo Penie a przegrał z Niemcem Maikiem Bullmannem z Turkiem Hakkı Başarem.